# 木村慧人
木村 慧人（きむら けいと、1999年8月16日 - ）は、日本のダンサー、俳優。FANTASTICS from EXILE TRIBE、EXILE B HAPPYのメンバー。東京都青梅市出身。LDH JAPAN所属。

## 略歴
母親が働いているスポーツジムにダンス教室ができたことを機に7歳からダンスを始め、小学4年からEXPG STUDIOに通い始める。
2014年、「GLOBAL JAPAN CHALLENGE」に参加するも落選。
2016年12月29日、FANTASTICSとして始動。
2023年8月、EXILE TRIBEのメンバーによるユニットEXILE B HAPPYとしても始動。

## 人物
- 妹が1人いる[8]。

## 出演

### テレビ
- 熱血テレビ（山口放送）
- 10keiちゃんねる（2023年7月 - 、山口放送）[9]

### テレビドラマ
- もしも、イケメンだけの高校があったら 第4話（2022年2月5日、テレビ朝日） - 藤堂凛音 役[10]
- あざといを知り尽くした私 I like you? like you（2022年10月 - 、テレビ朝日）[11]
- 恋と弾丸（2022年10月28日 - 12月23日、MBS） - ジン 役[12]
- 飴色パラドックス（2022年12月16日 - 2023年2月10日、MBS 他） - 主演・尾上聡 役（山中柔太朗とW主演）[13]
- もう一度パパと呼ばれる日（2023年6月7日 - 28日、フジテレビ） - 迫田翔 役[14]
- 最高の生徒〜余命1年のラストダンス〜 第3話（2023年8月5日、日本テレビ） - 堂本 役[15]
- 好きなオトコと別れたい（2024年4月4日 - 6月20日、テレビ東京） - 青山大翔 役[16]
- さっちゃん、僕は。（2024年6月11日 - 9月3日、TBS） - 主演・片桐京介 役[17]
- 顔に泥を塗る（2024年7月13日 - 9月21日、テレビ朝日） - 高倉イヴ 役[18]
- レッドブルー（2024年12月18日 - 2月12日、MBS・TBS） - 主演・鈴木青葉 役[19]
- 仮面ライダーガヴ 第44話（2025年7月20日、テレビ朝日） - クラープ 役
- 君がトクベツ（2025年9月17日〈予定〉 -、MBS・TBS） - 遊馬叶翔 役[20]

### 映画
- HiGH&LOW THE WORST X（2022年、松竹） - 伊東カムイ 役[21]
- 君がトクベツ（2025年、ギャガ） - 遊馬叶翔 役[22]
- 仮面ライダーガヴ お菓子の家の侵略者（2025年、東映） - クラープ 役[23][24]

### 舞台
- BOOK ACT「もう一度君と踊りたい」（2020年2月、2025年5月）[25][26]
- BREAK FREE STARS（2023年10月 - 11月） - 主演・アース 役[27][28]

### ラジオ
- 高松綾香の恋する☆オンガク「FANTASTIC TIME」（2020年 - 2023年3月、山口放送）

### ミュージックビデオ
- EXILE「Each Other's Way 〜旅の途中〜」（2011年）[29]

## ライブ

### 参加
- EXILE LIVE TOUR 2025 "WHAT IS EXILE"（2025年3月29日）

## 書籍

### 写真集
- 木村慧人 1st写真集『Palette』（2025年5月30日、主婦と生活社）ISBN 978-4-3911-6492-3[30]